# Северноегейски острови
Северноегейски острови (понякога и Североизточни егейски острови) са островна група в североизточните части на Егейско море. Островите от групата са част от Гърция и Турция. Практически островите не представляват един архипелаг, а отделни пръснати острови.
На юг граничат с архипелага на Додеканезите, на запад са разположени Северните Споради.
От по-големите острови на Гърция принадлежат островите: Айос Ефстратиос, Лемнос, Лесбос, Самотраки, Тасос, Хиос, Самос, Икария.
Към Турция принадлежат островите Гьокчеада и Бозджа̀ада (известни и с гръцките им имена Имброс и Тенедос).